# Młodzieżowe Indywidualne Mistrzostwa Polski na Żużlu 1975
Młodzieżowe Indywidualne Mistrzostwa Polski na Żużlu 1975 – zawody żużlowe, mające na celu wyłonienie medalistów młodzieżowych indywidualnych mistrzostw Polski w sezonie 1975. Rozegrano dwa turnieje półfinałowe oraz finał, w którym zwyciężył Bolesław Proch.

## Finał
- Zielona Góra, 28 września 1975

| Msc. | Zawodnik                | Klub         | Pkt   |             |  |
| ---- | ----------------------- | ------------ | ----- | ----------- |  |
| 1    | Bolesław Proch          | Zielona Góra | 14 +3 | (3,2,3,3,3) |  |
| 2    | Tadeusz Berej           | Lublin       | 14 +2 | (3,3,3,3,2) |  |
| 3    | Eugeniusz Błaszak       | Gniezno      | 12 +3 | (2,3,2,3,2) |  |
| 4    | Zbigniew Studziński     | Lublin       | 12 +2 | (3,3,3,3,0) |  |
| 5    | Stefan Żeromski         | Zielona Góra | 10    | (2,0,3,2,3) |  |
| 6    | Mariusz Okoniewski      | Leszno       | 9     | (3,1,1,1,3) |  |
| 7    | Bogdan Skrobisz         | Gdańsk       | 6     | (0,3,1,1,1) |  |
| 8    | Marian Witelus          | Opole        | 6     | (2,2,u,2,0) |  |
| 9    | Alfred Siekierka        | Opole        | 6     | (u,2,2,1,1) |  |
| 10   | Leon Kujawski           | Gniezno      | 6     | (1,1,1,2,1) |  |
| 11   | Lech Bewicz             | Bydgoszcz    | 5     | (1,2,2,d,0) |  |
| 12   | Leonard Raba            | Opole        | 5     | (1,w,w,2,2) |  |
| 13   | Stanisław Kiljan        | Rybnik       | 4     | (1,1,0,u,2) |  |
| 14   | Józef Łabędź            | Tarnów       | 2     | (0,0,2,0,0) |  |
| 15   | Marian Psionka          | Lublin       | 2     | (2,u,–,–,–) |  |
| 16   | Aleksander Janas        | Zielona Góra | 2     | (0,0,0,1,1) |  |
|      | rez. Roman Tajchert     | Zielona Góra | 4     | (0,1,u,3)   |  |
|      | rez. Jerzy Marcinkowski | Zielona Góra | 1     | (1)         |  |